# Goleba lyra
Goleba lyra är en spindelart som beskrevs av Maddison, Zhang J. 2006. Goleba lyra ingår i släktet Goleba och familjen hoppspindlar. Inga underarter finns listade i Catalogue of Life.